# Франсіско де Асіс Бурбон
Франсіско де Асіс-Бурбон (13 травня 1822 — 17 квітня 1902) — король-консорт Іспанії з 10 жовтня 1846 року.
До шлюбу з королевою Іспанії Ізабеллою II — герцог Кардиський. Франсіско не мав ані фізичної, ані духовної привабливості. Британський міністр іноземних справ Пальмерстон назвав його «повним ідіотом».

## Життєпис
Його кандидатура, як чоловіка королеви Ізабелли, була узгоджена під час зустрічі у 1845 році між королевою Великої Британії Вікторією та королем Франції Луї Філіпом.
Франсіско не мав жодної політичної підтримки.
Ставши королем-консортом, Франсіско отримав крім титулу титулярного короля, звання генерал-капітана іспанської армії. Він значився як офіційний батько дітей королеви. Ізабелла II весь час проводила з коханцями.
У 1868 році монархія була повалена — разом з Ізабеллою трон втратив  й Франсіско. Він поселився в Епіне, поблизу Парижа. А в квітні 1870 року шлюб Ізабелли та Франсіско було офіційно розірвано, Франсіско отримав навзаєм значну пенсію.

## Родина
Дружина — Ізабелла II, королева Іспанії.
Діти:
- Ізабель (1851—1931)
- Альфонсо (1857—1885), король Іспанії з 1874 року
- Марія дель Пілар (1861—1879)
- Марія де ля Пас (1862—1946), дружина принца Людвіга Фердинанда Баварського
- Еулалія (1864—1958)